# Consistórios de Dâmaso II
O Papa Dâmaso II (1048) criou em seu pontificado de três semanas apenas um cardeal.

## 1048
1. Altwin, cardeal-presbítero, de 1049 bispo de Brixen (até 1091), † 28 de fevereiro de 1097

## Fonte
- Salvador Miranda. fiu.edu – The Cardinals of the Holy Roman Church (em inglês). Universidade Internacional da Flórida http://cardinals.fiu.edu/ Em falta ou vazio |título= (ajuda)